# Fotomaker
Fotomaker é uma banda de power pop estadunidense de Long Island, Nova Iorque. Segundo Steve Huey, no Allmusic, o Fotomaker foi fundado pelos ex integrantes do Rascals (também conhecidos como The Young Rascals), Gene Cornish (baixo / vocais) e Dino Danelli (bateria / vocais), que haviam tocado juntos em uma banda posterior ao Rascals, chamada Bulldog. Os dois contactaram o ex guitarrista Wally Bryson, dos Raspberries, que tocava em Cleveland com uma banda chamada Tattoo. Bryson concordou em se juntar a eles, completados pelo guitarrista / vocalista Lex Marchesi e o tecladista / vocalista Frankie Vinci. O grupo rapidamente conseguiu um contrato com a Atlantic Records e lançou sua estreia, Fotomaker, em 1978. Este álbum contém a música "Where Have You Been All My Life", presente na coletânea Poptopia! Power Pop Classics of the '70s. Seu segundo disco, Vis-à-Vis, contém "Miles Away", que, segundo Frankie Vinci, em entrevista no Glory Daze Music, é "o nosso maior sucesso", alcançando #63 nas paradas da Billboard.   

## História

### 1978:Fotomaker,Vis-à-Vis
Frankie Vinci (no texto 2009 Interview with Frankie Vinci) comenta que a banda começou quando Dino Danelli e Gene Cornish, que estavam procurando integrantes para um novo grupo, foram apresentados por um manager aos irmãos Frankie e John Vinci. Pouco depois, John deixa a banda, que contrata o guitarrista Lex Marchesi. Depois de meses escrevendo material e ensaiando, precisavam de outro integrante. Wally Bryson, dos Raspberries, foi recomendado pelo produtor Jimmy Ienner. Wally se juntou à banda no final dos ensaios e prestes a entrar em estúdio para gravar as primeiras demos. Assinam com a Atlantic, graças ao entusiasmo de Ahmet Ertegün e Jerry Greenberg.
O primeiro disco, Fotomaker, foi gravado no Electric Lady Studios, inicialmente com produção de Eddie Kramer; que deixou o projeto por motivos pessoais, depois de ter produzido todas as músicas principais. Foi lançado em 1978 e continha, principalmente, composições de Marchesi, Vinci e Danelli. O crítico Tim Sendra (Allmusic) cita que "o registro é muito power pop na veia, com paredes de guitarras, harmonias vocais beatlescas e grandes ganchos. Não é novidade, eles soam muito como um Raspberries despido de sua grandeza, mas substituída com um charme descontraído. Sua música clássica, "Where Have You Been All My Life" (que atingiu #81 na Billboard Hot 100) é, facilmente, uma companhia para o melhor dos Raspberries". "The Other Side" foi o segundo single escolhido pela gravadora, de acordo com Vinci.
O segundo disco, Vis-à-Vis, contou com os vocais principais de três integrantes e seguiu diversas tendências musicais, diz Vinci; contendo a música "Miles Away", o maior sucesso do Fotomaker nos gráficos, alcançando #63 na Billboard e cantada por ele. Sobre Vis-à-Vis, Tim Sendra diz: "as músicas não têm ganchos e os arranjos são planos e sem imaginação. Apenas um par de canções ("Miles Away" e "Come Back") tem algum espírito da verve que alcançam as músicas do primeiro álbum".

### 1979: Saída de Wally Bryson,Transfer Station
Reconhecendo o pouco sucesso alcançado, Wally Bryson deixa o grupo e volta para Cleveland. O terceiro álbum, Transfer Station (1979), contém uma orientação disco. Frankie Vinci diz que "foi uma grande decepção, com a vibração 'disco' a se afastar do power pop", o "que foi um grande erro". Tim Sendra fala que "a banda morreu logo depois".    

## Relançamentos
As páginas do Glory Daze Music mostram as edições, relançadas em CD no ano de 2005, dos álbuns Fotomaker, Vis-à-Vis e Transfer Station.[carece de fontes?]

## Discografia

### Álbuns de estúdio
- Fotomaker (1978) - Atlantic / CD: (2005) - Wounded Bird Records
- Vis-à-Vis (1978) - Atlantic / CD: (2005) - Wounded Bird Records
- Transfer Station (1979) - Atlantic / CD: (2005) - Wounded Bird Records

### Singles
- UK, 7": "Where Have You Been All My Life" / "Say The Same For You" (março 1978) - Atlantic
- UK, 7": "Two Can Make It Work" / "All These Years" (julho 1978) - Atlantic
- USA, 7": "The Other Side (estéreo)" / "The Other Side (mono)" (1978) - Atlantic
- USA, 7": "Miles Away" / "Snowblind" (novembro 1978) - Atlantic

### Músicas em coletâneas de power pop
- DIY: Come Out And Play - American Power Pop I (1975-78) (1993) - Rhino Records (música "Where Have You Been All My Life")[10]
- Poptopia! Power Pop Classics of the '70s (1997) - Rhino Records (música "Where Have You Been All My Life")